# بنفسجي الميثيل
بنفسجي الميثيل هو عائلة المركبات العضوية التي تستخدم بشكل رئيسي كصبغات . حيث يعتمد تغيّر لون الصبغة على عدد مجموعات الميثيل المرتبطة به . تُستخدم الصبغة البنفسجية في صِباغة المنسوجات , ولتعطي اللون البنفسجي الغامق في الدهانات والحبر. إنّ نوع بنفسجي الميثيل 10 ب يُعرف أيضا بالبنفسجية المتبلورة (وأسماء عدّة) وله استخدامات طبيّة عديدة.

## تركيبه
مصطلح بنفسجي الميثيل يشمل ثلاثة مركبات تختلف بعدد مجموعات الميثيل المرتبطة بالمجموعة الوظيفية أمين .
تُعدّ هذه المركبات ذائبة في الماء, الإيثانول, ثنائي ايثيلين جليكول , وثنائي بروبيلين جليكول .
| Name            | Methyl Violet 2B | Methyl violet 6B | Methyl violet 10B (بنفسج بلوري) |
| Structure       |                  |                  | Methyl violet 10B               |
| Formula         | C23H26N3Cl       | C24H28N3Cl       | C25H30N3Cl                      |
| رقم التسجيل CAS |                  | 8004-87-3        | 548-62-9                        |
| C.I.            |                  | 42535            | 42555                           |
| كيم سبايدر ID   | 21164086         | 170606           | 10588                           |
| بوب كيم ID      |                  | 196986           | 11057                           |
| Formula         | C23H26N3         | C24H28N3         | C25H30N3                        |
| كيم سبايدر ID   |                  | 2006225          | 3349, 9080056, 10354393         |
| بوب كيم ID      |                  | 2724053          | 3468                            |

### بنفسجي الميثيل 2ب
هو بودرة خضراء اللّون, ذائبة في الماء, وفي الماء الموجود بالكحول, وغير ذائبة في الزايلين . يكون لون هذا المركب أصفر في المحاليل التي تكون درجة حموضتها قليلة (PH=0.15) ويتغير إلى اللون البنفسجي بزيادة درجة الحموضة نحو 3.2.

### بنفسجي الميثيل 10ب
يحتوي بنفسجي الميثيل 10ب على 6 مجموعات ميثيل. ويُعرف بالطب باسم بنفسجي الجَنْطيان (أو البنفسجية المتبلورة أو بيوكتانين) )وهو المادة الفعّالة في صبغة جرام التي تُستعمل لتصنيف البكتيريا . ويُستعمل ككاشف لدرجة الحموضة التي تتراوح بين 0 - 1.6 . تركيبه الذي يحتوي على بروتون (في حالات الحمض) يكون لونه أصفر ويتحوّل إلى أزرق_بنفسجي عندما تكون درجة الحموضة أعلى من 1.6.
بنفسجي الجنطيان يدمّر الخلايا, ويُستعمل كمطهّر و معقّم.[بحاجة لمصدر]. وتُعتبر المركبات المتعلّقة ببنفسجي الميثيل مواد مُسرطِنة .
بنفسجي الميثيل 10ب يُثبّط نمو العديد من البكتيريا إيجابيّة الغرام باستثناء البكتيريا العقديّة.
ويُستخدم عند دمجه مع حمض الناليديكسيك (الذي يُستخدم لتدمير البكتيريا سلبية الغرام)

## تحلّله
يُحدِث البنفسجي الميثيل طفرات وخلل في الإنقسامات, وبالتالي هنالك مخاوف عدّة من تأثير انطلاق البنفسجي الميثيل للبيئة. يُستخدم بنفسجي الميثيل بكميات هائلة في صِباغة الورق والمنسوجات. ويتم إطلاق 15% من الصبغات الناتجة بالعالم إلى البيئة عن طريق فضلات المياه. لذلك تم تطوير العديد من الطرق لمعالجة التلوّث البنفسجي الميثيل, من أبرزها: التبييض الكيميائي , التحلّل الحيوي , و الإنحلال الضوئي .

### التبييض الكيميائي
يتم تحقيق هذه العملية من خلال عمليات الأكسدة والإختزال. حيث تقوم عملية الأكسدة بتدمير الصبغة بشكل كلّي, مثلا عند استخدام هيبوكلوريت الصوديوم (NaClO, الشائع) أو بيروكسيد الهيدروجين. أمّا عملية اختزال البنفسجي الميثيل تحدث في الكائنات الحية الدقيقة, لكن يمكن تحقيق ذلك كيميائيا باستخدام  ثنائي ثيونيت الصوديوم.

### التحلّل الحيوي
تم تحقيقها بشكل جيد لصلتها بنباتات الصرف الصحي مع الكائنات الحية الدقيقة المتخصصة. حيث تم دراسة نوعين من الكائنات الحية الدقيقة الموجودة في الأعماق, وهما: فطر العفن الأبيض, و بكتيريا نوكاردية كورالينا.

### الإنحلال الضوئي
الضوء وحده لا يستطيع تفكيك بنفسجي الميثيل, لكن هذه العملية تتسارع بإضافة أشباه الموصلات التي تمتلك فجوة نطاق كبير, مثل ثنائي أكسيد التيتانيوم, وأكسيد الزنك.

### طرق أخرى
هنالك طرق أخرى تم تطويرها لمعالجة تلوّث الأصباغ بالمحاليل, بما فيها: الإنحلال الكهركيميائي, التبادل الأيوني, الإنحلال بالليزر, والامتزاز على المواد الصلبة المختلفة مثل الكربون النشط .

## اقرأ أيضا
- فوشين
- أزرق مصري
- أزرق الميثيلين
- أزرق الميثيل
- فلوريسئين